# Estofa
Se llama estofa, en general a cualquier tejido de seda o lana con labores de figuras formadas por el tejido. 
- si éstas son de personas o animales se le llama estofa historiada
- si son de follaje, estofa pamplonada
- si se disponen a modo de fajas, estofa listada.

Las estofas reciben diferentes denominaciones.
- se llama brocado a cualquier tejido de seda combinada con hilos u hojuelas de oro y plata. En algunos brocados, el hilo de plata o de oro forma ciertos salientes a modo de pequeñas anillas que los técnicos han venido a llamar oro anillado y plata anillada.
- brocatel es una estofa con anverso y reverso que tiene dos tramas y dos urdimbres (como las del brocado) pero generalmente de algodón o de lana las segundas, las cuales forman las figuras y les dan relieve lo que estuvo muy en uso desde mediados del siglo XV para suplir telas ricas.
- se llama tisú al brocado en que todo el dibujo del anverso pasa al reverso, aunque sin brillo en este lado.
- se llama damasco a la estofa del tipo sarga o raso, en el cual por un lado la trama sirve de fondo y la urdimbre forma los dibujos y por el otro lado, al revés. En él, se considera como anverso la cara que tiene brillante el fondo y mate los dibujos siendo al contrario la otra. Toma su origen del Oriente musulmán, hacia el siglo XI, se perfeccionó en el XIII y desde entonces, se halla muy en uso entre los europeos.
- los terciopelos o velludos originarios asimismo de Oriente y ya conocidos por los romanos, son estofas de pelo corto.
- la felpa es un velludo con pelo más largo.
- velludo labrado o terciopelo aterciopelado se llama (desde el siglo XIV) a la felpa que solo tiene velludo en los dibujos.

- terciopelo cortado, se llama más bien al que solo es velludo en el fondo y no en los dibujos.
- brocado de velludo es el velludo labrado que tiene fondo de oro formado por la urdimbre. Hay también terciopelos de lana desde el siglo XV, procedentes en su origen de Alemania y Holanda, siendo muy celebrados en el siglo XVI los terciopelos de Utrecht, que eran de este género y que se imitaron en España y en otros países.
- los terciopelos de algodón se llaman veludillos o panas y constan de dos tramas y una urdimbre como los de lana.

Otras piezas de seda más sencillas que las precedentes muy usadas en la Edad Media, lo mismo que en la actualidad, son:
- el raso es un tejido uniforme, liso y brillante por una cara.
- los tafetanes, son de seda pura más sencillos que los rasos.
- los cendales, también más sencillos que los rasos son de seda o lino o de ambas cosas a la vez o con algún hilillo de oro y siempre transparentes.

Otros tejidos son los siguientes:
- más transparentes y más débiles que los anteriores son las gasas (así llamadas por venir de Gaza, en Palestina), de seda o de lino, muy usadas para velos, ya sencillos, ya bordados.
- la tela llamada gro (gro de Nápoles, gro de París, etc.) es un tafetán cuya trama y cuya urdimbre se componen de dos hilos juntos.
- la púrpura, tan celebrada por los antiguos, especialmente los romanos, no es un tejido especial sino un tinte de color rojo oscuro que se extraía de un molusco llamado púrpura y de otros parecidos. Con él se tiñen desde muy antiguo piezas de lana y seda que se llaman por ello púrpuras.

## Estofas en España
El estilo propiamente español en estofas y sederías empieza con el reinado de los Reyes Católicos y la unión de ambas coronas (año 1479) aunque debió haber antes de esta fecha en los territorios reconquistados fábricas cristianas o mudéjares. A la formación de dicho estilo contribuyeron elementos arábigos, italianos, flamencos (éstos, sobre todo, en los tapices). Pero trae por sí mismo mayor riqueza y fastuosidad, más frecuencia en la representación de escudos heráldicos, más robustez y magnitud en los dibujos y más realce de éstos, sobre todo, en los bordados con cierta incorrección en el dibujo de las figuras y con una coloración demasiado intensa. Ofrece gran variedad de tejidos y cultiva especialmente los terciopelos, combinando (exclusivo de España) el terciopelo alto con el bajo en una sola pieza. Al principio de esta época, hasta bien entrado el siglo XVI, prevalecen las líneas góticas y las hojas lobuladas en las decoraciones, junto con motivos arábigos en algunas piezas, constituyendo el estilo que se denomina mudéjar o morisco (más fielmente seguido aún en las piezas de lana que en las de seda) y que se atribuye a tejedores moriscos pero en ciertas localidades, y luego en todas las fábricas, prevalecen los elementos del renacimiento italiano aunque sin abandonar del todo los motivos ojivales hasta muy entrado el siglo XVII. 
Las ciudades más destacadas en la fabricación de estofas eran las siguientes.
- en Toledo, se imitan los velludos venecianos, con sus temas de grandes hojas lobuladas y luego de fantásticas piñas.
- en Sevilla, se cultiva, sobre todo, el damasco a imitación de los mejores modelos italianos del Renacimiento.
- en Granada, Murcia y Valencia sigue la producción de siglos anteriores con el nuevo estilo.

Se añaden a dichas fábricas la de Talavera de la Reina en el siglo XVII, siguiendo en paralelo a las de su famosa cerámica. Al finalizar el siglo XVI, campean como temas decorativos el de la piña reducida y de líneas romboidales u onduladas, encerrando florones y en el siglo XVII se hace común el tema del jarrón florero con ramificaciones complicadas para llegar en el XVIII a los motivos de imitación francesa.
Durante el siglo XVI se hallaba tan en auge y sin rival la fabricación de sedas en España que sólo Toledo llegaron a elaborar anualmente 230.000 kilos de seda y fabricar 100.000 pares de medias y Sevilla logró reunir 16.000 telares en 1519, contándose por entonces hasta 120.000 en solo su reino o provincia. 
Otro significado de estofa es el de calaña, índole o clase, generalmente, referido a personas.